# Clarens
Clarens este un oraș din Africa de Sud.